# Tiquicheo de Nicolás Romero
Tiquicheo de Nicolás Romero är en kommun i Mexiko.   Den ligger i delstaten Michoacán de Ocampo, i den södra delen av landet, 180 km väster om huvudstaden Mexico City.
Följande samhällen finns i Tiquicheo de Nicolás Romero:
- Tiquicheo
- Purungueo
- Mojarras
- Huahuasco
- El Zapote Grande
- El Guayabo de Chapín
- El Terrero
- Gallitos
- El Queretano
- El Timbe
- El Tamarindo
- El Cirián Grande
- San Pedro
- El Zapote Chico
- Piedra China
- Cuarangueo